# ویتالی ریوا
ویتالی ریوا (اوکراینی: Віталій Григорович Рева؛ زادهٔ ۱۹ نوامبر ۱۹۷۴) بازیکن فوتبال اهل اوکراین است.
از باشگاه‌هایی که در آن بازی کرده‌است می‌توان به باشگاه فوتبال کریفباس کریفیی ریه، باشگاه فوتبال آرسنال کی‌یف، باشگاه فوتبال تاوریا سیمفروپول، و باشگاه فوتبال دینامو کی‌یف اشاره کرد.
وی همچنین در تیم ملی فوتبال اوکراین بازی کرده‌است.